# Лальо Аврамов
Вижте пояснителната страница за други личности с името Аврамов.
Лальо Николов Аврамов е български музикант, цигулар и композитор. Роден е през 1934 г. в София в семейството на художника Никола Аврамов и Мария Миланова Щъркелова. Женен за Десимира Терзиева, има две деца: Асен Аврамов (р. 1961) – композитор, и Ивайло Аврамов (р. 1968) – скулптор.
Лальо Аврамов е дългогодишен водещ цигулар в камерния ансамбъл „Софийски солисти“ и Софийската филхармония. Лауреат на Димитровска награда.

## Камерен ансамбъл „Софийски солисти“
Камерен ансамбъл „Софийски солисти“ е най-популярният и най-обичан от българската публика, както и най-известният извън страната състав. Неговият репертоар включва над 600 произведения – от музикалната предкласика до съвременната музика. Много български произведения са създадени специално за „солистите“. Големи български музиканти и гости от различни страни са работили със състава – Минчо Минчев, Димо Димов, Хенрик Шеринг, Хайнц Холигер, Даниил Шафран, Патрик Галоа, Найджъл Кенеди.
Ансамбълът е основан през 1962 г. от група млади музиканти от Софийската опера. Първият им концерт през март 1962 г., дирижиран от Михаил Ангелов привлича интереса и симпатията на софийската публика. Скоро след това са и първите гастроли в чужбина.